# Becard de Lesson
El becard de Lesson (Pachyramphus minor) és un ocell de la família dels titírids (Tityridae). Es troba als següents països de la conca amazònica: Colòmbia, Veneçuela, Bolívia, Perú, Equador, Brasil, Surinam, Guyana i Guaiana Francesa. Els seus hàbitats són els pantans i boscos tropicals i subtropicals de frondoses humits de les terres baixes. El seu estat de conservació es considera de risc mínim.
El nom comú homenatja el naturalista francès René Primevère Lesson (1794-1849).